# Pëtr Nilovič Demičev
Pëtr Nilovič Demičev (in russo Пётр Нилович Демичев?; Pesočnja, 3 gennaio 1918, 21 dicembre 1917 del calendario giuliano – Žavoronki, 10 agosto 2010) è stato un politico sovietico.

## Biografia
Nato nell'Oblast' di Kaluga, studiò dal 1934 presso l'Istituto meccanico di Ljudinovo e dal 1937 all'Accademia militare della difesa chimica a Kostroma. Nel 1939 divenne membro del Partito comunista e svolse il servizio militare nell'Armata Rossa in Mongolia. Nel 1940 rientrò all'Accademia, che completò nel 1943 per perfezionarsi con un ulteriore anno all'Istituto chimico tecnologico Mendeleev di Mosca, dove nel 1944 iniziò a lavorare come assistente. Dal 1945 iniziò la carriera all'interno del partito e nel 1952 divenne assistente di Nikita Chruščëv, che all'epoca era Primo segretario del comitato cittadino e di quello regionale moscovita, ma che in breve divenne Primo segretario del Comitato centrale del PCUS. Demičev, che nel 1953 completò la Scuola superiore di partito, fu al fianco di Chruščëv fino al 1956, quando divenne a sua volta Primo segretario del comitato cittadino moscovita, carica che ricoprì fino al 1958 e poi di nuovo dal 1960 al 1962, mentre dal 1959 al 1960 era stato Primo segretario del comitato regionale. Nel Comitato centrale dal 1961 al 1987, fece parte della Segreteria dal 1961 al 1974 e fu a lungo candidato membro del Politburo, senza tuttavia diventarne membro effettivo. Dopo aver ricoperto vari altri ruoli, fu dal 1974 al 1986 Ministro della cultura dell'Unione Sovietica e dal 1986 al 1988 Primo vicepresidente del Presidium del Soviet Supremo dell'URSS. Ritiratori in pensione, morì nel 2010 a Žavoronki, nell'Oblast' di Mosca.